# Prisme décagonal
En géométrie, le prisme décagonal est le huitième dans l'ensemble infini des prismes formés par des côtés carrés et deux faces décagonales régulières. Il possède 12 faces, 20 sommets et 30 arêtes. C'est donc un exemple de dodécaèdre.
Dans la plupart des prismes, le volume est trouvé en prenant l'aire de la base que l'on multiplie par la hauteur.
Si les faces sont toutes régulières, c'est un polyèdre semi-régulier.